# Wilfred Kirochi
Wilfred Oanda Kirochi (12 dicembre 1969) è un ex mezzofondista keniota.

## Biografia
Nel 1986 ha vinto la medaglia d'oro nei 1500 m ai Mondiali juniores, bissando poi tale successo nel 1988, anno in cui nel medesimo evento ottiene anche un settimo posto in semifinale (mancando quindi la qualificazione alla finale) con la staffetta 4×400 m. Nel 1987 ha invece conquistato una medaglia d'argento, sempre nei 1500 m, ai Giochi panafricani.
Nel 1987 ha vinto la gara juniores dei Mondiali di corsa campestre, vincendo inoltre anche la medaglia d'argento a squadre; l'anno seguente ha vinto un secondo oro juniores ai Mondiali di corsa campestre, in abbinata ad una medaglia d'oro a squadre.
Ha partecipato ai Mondiali di corsa campestre anche nel 1989, questa volta nella gara seniores, in cui ha vinto il bronzo a livello individuale e la medaglia d'oro a squadre.
Nel 1990 ha vinto una medaglia d'argento nei 1500 m ai Giochi del Commonwealth.
Nel 1991 ha vinto una medaglia d'argento nei 1500 m ai Mondiali di Tokyo, con il tempo di 3'34"83.

## Palmarès
| Anno | Manifestazione          | Sede      | Evento         | Risultato | Prestazione | Note |
| ---- | ----------------------- | --------- | -------------- | --------- | ----------- | ---- |
| 1986 | Mondiali juniores       | Atene     | 1500 m piani   | Oro       | 3'44"62     |      |
| 1987 | Mondiali di cross       | Varsavia  | Corsa juniores | Oro       | 22'18"      |      |
| 1987 | Mondiali di cross       | Varsavia  | A squadre      | Argento   | 20 p.       |      |
| 1987 | Giochi panafricani      | Nairobi   | 1500 m piani   | Argento   | 3'39"66     |      |
| 1988 | Mondiali di cross       | Auckland  | Corsa juniores | Oro       | 23'25"      |      |
| 1988 | Mondiali di cross       | Auckland  | A squadre      | Oro       | 12 p.       |      |
| 1988 | Mondiali juniores       | Sudbury   | 1500 m piani   | Oro       | 3'46"52     |      |
| 1989 | Mondiali di cross       | Stavanger | Corsa seniores | Bronzo    | 40'21"      |      |
| 1989 | Mondiali di cross       | Stavanger | A squadre      | Oro       | 44 p.       |      |
| 1990 | Giochi del Commonwealth | Auckland  | 1500 m piani   | Argento   | 3'34"41     |      |
| 1991 | Mondiali                | Tokyo     | 1500 m piani   | Argento   | 3'34"84     |      |

## Altre competizioni internazionali
1987
- Oro alla Cinque Mulini ( San Vittore Olona), gara juniores

1989
- Argento alla Grand Prix Final ( Monaco), 1500 m piani - 3'40"02
- Argento ai Bislett Games ( Oslo), miglio - 3'50"49
- Argento al Golden Gala ( Pescara), 1500 m piani - 3'32"57
- Argento all'Athletissima ( Losanna), 1500 m piani - 3'35"67
- Argento all'Herculis ( Monaco), 1500 m piani - 3'40"02
- Bronzo al Giro Media Blenio ( Dongio), 11 km - 32'22"
- 12º alla Cinque Mulini ( San Vittore Olona) - 31'52"
- 12º al Cross di Alà dei Sardi ( Alà dei Sardi) - 34'06"
- 10º al Cross Internacional Memorial Juan Muguerza ( Elgoibar)
- 4º all'Amendoeiras em Flor ( Albufeira) - 24'03"

1990
- Oro al Memorial Van Damme ( Bruxelles), 1500 m piani - 3'32"90
- Bronzo al Bauhaus-Galan ( Stoccolma), 1500 m piani - 3'36"49
- Bronzo al Cross di Alà dei Sardi ( Alà dei Sardi) - 31'42"
- 8º al Chiba International Crosscountry ( Chiba) - 34'35"

1991
- Argento ai Bislett Games ( Oslo), miglio - 3'49"77
- Bronzo all'Athletissima ( Losanna), miglio - 3'50"62
- 4º al Cross di Alà dei Sardi ( Alà dei Sardi)

1992
- Oro alla Grand Prix Final ( Torino), miglio - 4'00"06
- Oro al Memorial Van Damme ( Bruxelles), 1500 m piani - 3'32"49
- Bronzo all'Herculis ( Monaco), 1500 m piani - 3'33"68